# Red Hicks Defies the World
Red Hicks Defies the World er en amerikansk stumfilm fra 1913 af Dell Henderson.

## Medvirkende
- Charles Murray som Red Hicks.
- Edward Dillon.
- Dorothy Gish.
- Kate Toncray.
- Bud Duncan.